# Scottish Open 1952
Die Scottish Open 1952 waren die 33. Austragung dieser internationalen Meisterschaften von Schottland im Badminton. Sie fanden Anfang des Jahres in Edinburgh statt.

## Finalresultate
| Disziplin    | Sieger                          | Finalist                       | Ergebnis            |
| ------------ | ------------------------------- | ------------------------------ | ------------------- |
| Herreneinzel | Heah Hock Aun                   | Eddy Choong                    | 15–11, 15–8         |
| Dameneinzel  | Elisabeth O’Beirne              | Nancy Horner                   | 11–6, 11–5          |
| Herrendoppel | David Choong Eddy Choong        | Robert Hodge Wilfred Robinson  | 15–5, 15–1          |
| Damendoppel  | Elisabeth O’Beirne Esmé Andrews | M. Robertson Wilma Reid        | 15–1, 15–8          |
| Mixed        | Heah Hock Aun Joy Saunders      | Tony Jordan Elisabeth O’Beirne | 15–10, 12–15, 15–10 |